# فلورا مونتگومری
فلورا مونتگومری (انگلیسی: Flora Montgomery؛ زادهٔ ۴ ژانویهٔ ۱۹۷۴) یک هنرپیشه اهل بریتانیا است.
از فیلم‌ها یا برنامه‌های تلویزیونی که وی در آن نقش داشته است می‌توان به غریزه اصلی ۲ اشاره کرد.